# Monumento ai caduti (Brugherio)

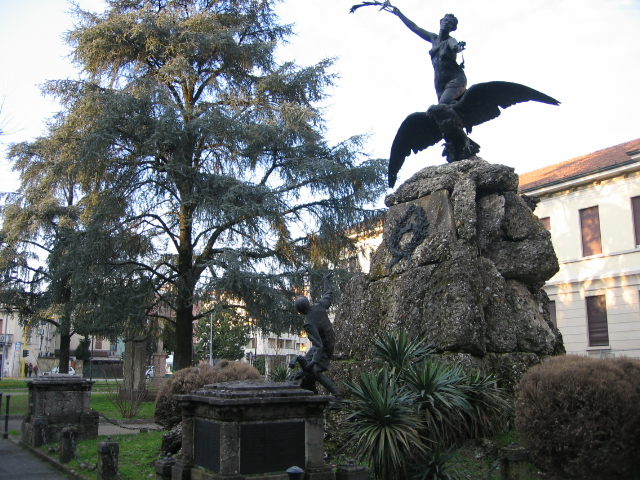
Monumento ai Caduti, in Via Vittorio Veneto

Il Monumento ai Caduti di Brugherio è un complesso scultoreo del 1933 ad opera di Ernesto Bazzaro. Il complesso si erge a Brugherio in Via Vittorio Veneto, davanti alle Scuole elementari "Federico Sciviero".

## Descrizione

### Storia
L'allora podestà di Brugherio, Ercole Balconi, desiderava commemorare i caduti brugheresi della prima guerra mondiale con un monumento che ne celebrasse il ricordo presso i loro concittadini. Per questo motivo, Balconi decise di chiedere allo scultore scapigliato Ernesto Bazzaro (già artista affermato per la realizzazione di alcuni monumenti ai caduti in Lombardia) di erigere un monumento anche a Brugherio. L'opera, inaugurata ufficialmente nel 1933, era però già da alcuni anni al centro di una diatriba tra il Comune e la Parrocchia, guidata in quegli anni da Don Giuseppe Camagni (1921-1957). Tina Magni, prima bibliotecaria e storica brugherese, ricorda che il parroco si oppose già dal 1929 all'inaugurazione ufficiale del monumento, per la nudità della Vittoria. Il divario cronologico tra la realizzazione dell'opera e l'inaugurazione ufficiale si può ricavare dal materiale archivistico conservato nella Biblioteca Civica di Brugherio, riportante gli sforzi diplomatici compiuti dal preside delle scuole brugheresi tesi a riconciliare le due massime autorità della città, entrate in conflitto per i motivi sovracitati.

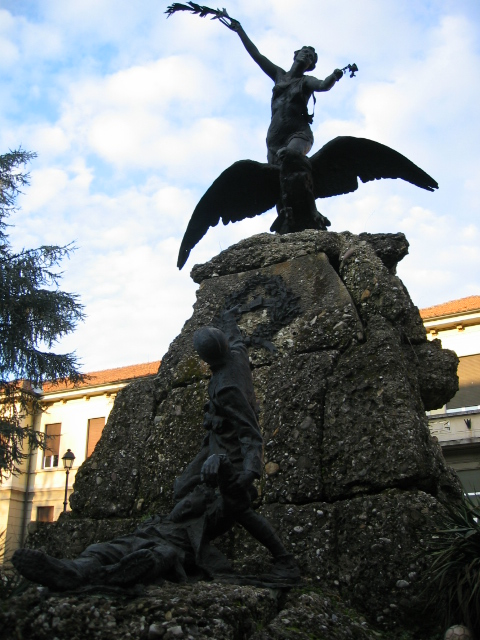
Il primo piano del monumento mette in risalto la drammaticità, determinata dalla tensione del soldato, il cui braccio è proteso a raccogliere la rosa donata dalla Vittoria.

### Analisi artistica
Il complesso scultoreo, in bronzo e pietra, è frutto della concezione artistica della scapigliatura, fatta propria dal Bazzaro nei suoi primi anni come artista dopo l'incontro con Tranquillo Cremona. Il movimento scapigliato, nella sua parabola artistica, si proponeva di abbandonare il tecnicismo accademico tardo-romantico per affrontare la realtà con un sentimentalismo inquieto, torbido e tendente, per l'ideale di "una vita vissuta fino in fondo", ad un'enfasi che, se non inquadrata nello stilema artistico della scapigliatura, poteva essere traviata come pura arte retorica. Il Monumento ai Caduti di Brugherio è, difatti, caratterizzato da questa tensione drammatica, determinata dalla dicotomia gesticolare tra il complesso dei due soldati, posto ai piedi della roccia su cui si erge la Vittoria appoggiata ad un'aquila. A sua volta, la Vittoria è una figura protesa verso l'esterno, e perciò dinamica. I due gruppi di personaggi (i soldati e la Vittoria), apparentemente separati dalla distanza dovuta all'imponente blocco di pietra ed isolati quindi nella loro tensione psicologica e spirituale, trovano un legame nel gesto pietoso della Vittoria, in procinto di gettare una rosa al soldato giunto in soccorso del compagno morto. Il soldato infatti, accortosi della dea, si volge, inquieto e sconvolto, alla divinità per raccoglierne il dono. Si può affermare, inoltre, che la tensione drammatica non si esaurisce nella contrapposizione Vittoria/soldati, ma trova nuovo sfogo nello stesso gruppo dei due soldati: l'uno inerme e disteso a terra, privo di vita; il secondo, al contrario, è disperato, colto in preda ad una profonda angoscia resa ancora più marcata per il braccio teso verso la pietosa divinità.